# 西の正倉院

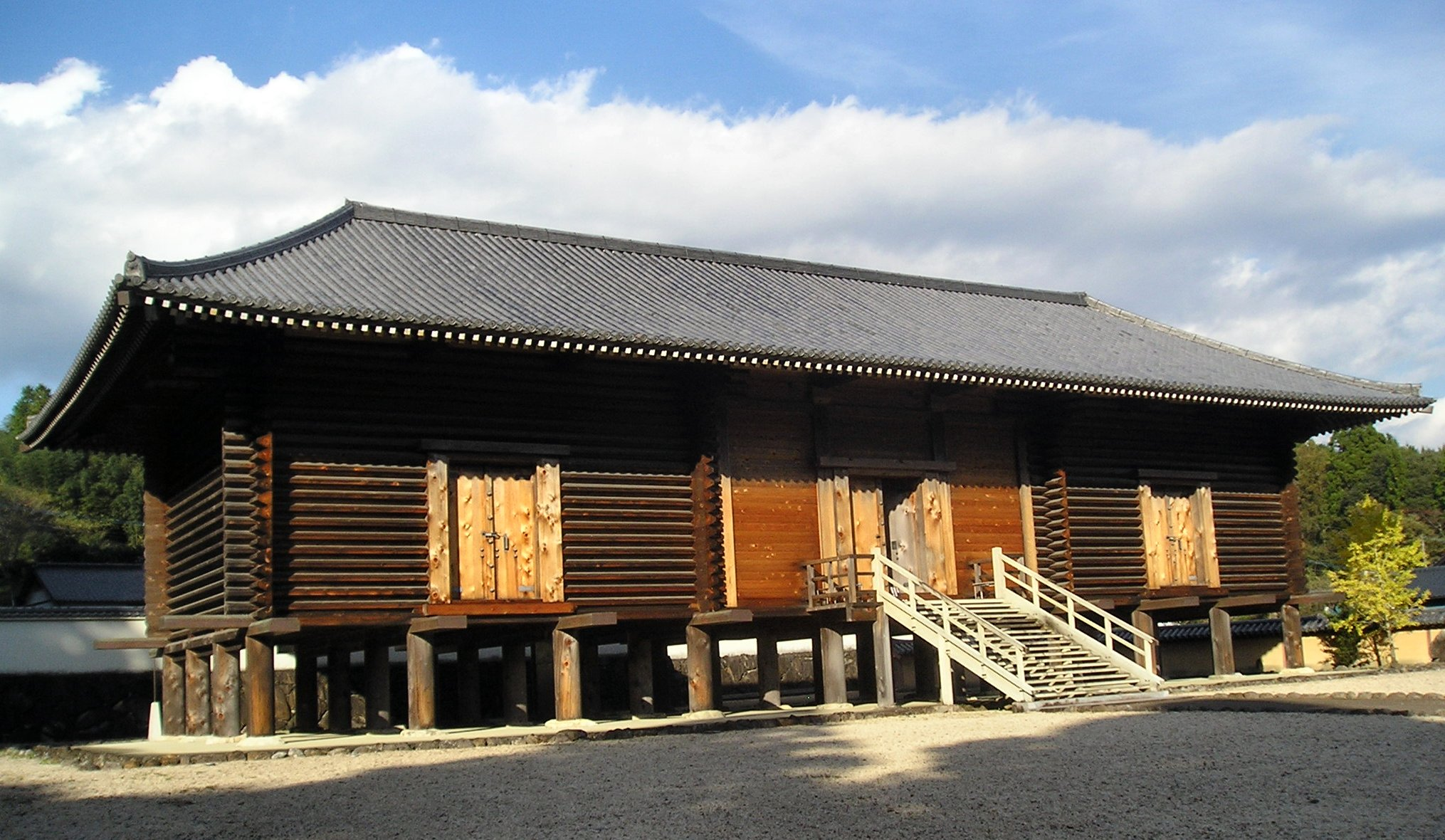
西の正倉院

西の正倉院（にしのしょうそういん）は、宮崎県東臼杵郡美郷町にある正倉院のレプリカ建築。門外不出とされていた奈良の正倉院原図を元に樹齢400～500年の木曾天然檜を使って忠実に再建したもので、正倉院内部を見学することもできる。

## 概要
正倉院南倉の銅鏡唐花六花鏡と同一品が同町に保管されていることから計画され、宮内庁が所蔵する正倉院図を元に、細部まで忠実に再現されている。百済王伝説との関係を指摘される祭師走祭りの紹介と、銅鏡の展示などが行われている。1996年完成。